# Język maya
Język maya, język maja (maaya t'aan) – język z grupy jukatańskiej w ramach rodziny majańskiej. Używany jest głównie w meksykańskiej części półwyspu Jukatan oraz na niektórych obszarach Belize. Posiada bogatą literaturę z okresu post-kolonialnego i jest powszechnie używany jako pierwszy język na obszarach wiejskich w stanie Jukatan oraz w sąsiednich stanach Quintana Roo i Campeche. Rodzimi użytkownicy nazywają swój język po prostu „maya”, natomiast zwłaszcza w literaturze anglojęzycznej, gdzie istnieje możliwość pomylenia Maya („język maja”) i Mayan („cała rodzina języków majańskich”), preferuje się dodawanie przymiotnika Yucatec („jukatański”). W Meksyku uznany jest za jeden z 69 języków narodowych (lenguas nacionales), nauczany dość intensywnie w ramach oficjalnego systemu szkolnictwa. Pod względem liczby użytkowników zajmuje trzecie miejsce w Meksyku, po języku hiszpańskim i nahuatl.
Maya yucateco jest jednym z nielicznych tonalnych języków w rodzinie języków majańskich, rozróżnia tony niskie oraz wysokie (wysokie zaznaczane są w grafii akcentem np. á, é, ó). Oprócz maya, tony istnieją jedynie w językach uspantec oraz tsotsil.

## System fonetyczny

### Samogłoski
|         | Przednie | Centralne | Tylne |
| ------- | -------- | --------- | ----- |
| Wysokie | i [i]    |           | u [u] |
| Średnie | e [e̞]    |           | o [o̞] |
| Niskie  |          | a [ä]     |       |

### Spółgłoski
|                    | Dwuwargowe | Dwuwargowe | Dziąsłowe | Dziąsłowe | Podniebienne | Podniebienne | Tylnojęzykowe | Tylnojęzykowe | Języczkowe | Języczkowe | Gardłowe |       |
| Normalne           | Implozyjne | Normalne   | Ejektywne | Normalne  | Ejektywne    | Normalne     | Ejektywne     | Normalne      | Ejektywne  | Normalne   |          |       |
| ------------------ | ---------- | ---------- | --------- | --------- | ------------ | ------------ | ------------- | ------------- | ---------- | ---------- | -------- | ----- |
| Zwarte             | p [p]      | b [ɓ]      | t [t]     | t [t']    |              |              | k [k]         | k [k']        |            |            | ' [ʔ]    |       |
| Zwarto-szczelinowe |            |            | tz [ʦ]    | tz' [ʦ’]  | ch [ʧʰ]      | ch' [ʧ’]     |               |               |            |            |          |       |
| Szczelinowe        |            |            | s [s]     | s [s]     | x [ʃ]        | x [ʃ]        |               |               | j [x]      | j [x]      | h [h]    | h [h] |
| Nosowe             | m [m]      | m [m]      | n [n]     | n [n]     |              |              |               |               |            |            |          |       |
| Płynne             |            |            | l [l]     | l [l]     |              |              |               |               |            |            |          |       |
| Półsamogłoski      |            |            |           |           | y [j]        | y [j]        | w [w]         | w [w]         |            |            |          |       |